# Arnold Trowell
Arnold Trowell, de son vrai nom Tommy Trowell, (25 juin 1887 à Wellington - 1966) est un violoncelliste virtuose et compositeur néo-zélandais.

## Biographie
Thomas Arnold Trowell et son frère jumeau Garnet sont nés à Wellington dans une famille d'immigrés. Le père Thomas Luigi Trowell, né à Birmingham, était musicien.
Remarqué par le violoncelliste belge Jean Gérardy, à l'occasion d'une tournée en Nouvelle-Zélande en 1901, Arnold et son frère Garnet qui était violoniste, ont fait, grâce à une souscription locale, un séjour à Francfort dès 1903, et au conservatoire de Bruxelles en 1906. Après neuf mois d'études à Bruxelles, Arnold remporte un premier prix. En 1907, Arnold joue à Londres le concerto en ré de Haydn et son propre concerto en mi mineur.
Il était intime de Katherine Mansfield. Ils se rencontrent en 1900, à l'occasion d'une soirée musicale à Wellington. Une importante correspondance témoigne d'une longue relation tumultueuse et passionnée.

## Œuvres
- 12 morceaux faciles pour violoncelle Op 4 (1909)

1. Mélodie
2. Idylle
3. Chanson Sans Paroles
4. Menuet
5. Gavotte (en sol)
6. Petite Marche
7. Arioso
8. Valsette
9. Méditation
10. Humoresque
11. Chanson Villageoise
12. Arlequin

- 6 Pièces pour violoncelle et piano Op. 5
- 6 Pièces pour 2 violons et piano Op. 6
- 3 Pièces pour violoncelle (ou violon) et piano Op. 7
- Élégie pour violoncelle et piano Op. 8
- Sommeil d'enfant pour violoncelle et piano Op. 9
- Chant nègre pour violoncelle et piano Op. 10
- 6 Morceaux (style ancien) pour violoncelle et piano Op. 11
- Rêverie du soir pour violoncelle et piano Op. 12
- Rondo antico pour violoncelle et piano Op. 13
- Tarantelle pour violoncelle et piano Op. 14
- 6 Morceaux (style ancien, 2e série) pour violoncelle et piano Op. 15
- Nocturne pour violoncelle et piano Op. 16
- 4 Morceaux pour violoncelle et piano Op. 17
- 3 Morceaux pour piano Op. 18
- Rhapsodie celtique pour violoncelle et piano Op. 19
- 6 Morceaux, (1re série) pour violoncelle et piano Op. 20
- Sonate en mi bémol majeur pour alto et piano Op. 21
- 12 Morceaux, (2e série) pour violoncelle et piano Op. 22
- Sonate en mi mineur, pour violoncelle et piano Op. 23
- Sonate en sol majeur, pour violon et piano Op. 24 (1918)
- Quatuor à cordes en sol majeur Op. 25 (1916)
- Six morceaux lyriques, pour piano Op. 26
- Sonate en la mineur, pour violon, et piano Op. 27
- Tarentelle, pour violon et piano Op. 29
- Sonate en fa majeur, pour violoncelle et piano Op. 30
- Trio No 1 sur une ancienne mélodie irlandaise  Op. 31
- Requiem A la mémoire de Alfredo Piatti Op. 32
- Concerto nº 1 en ré mineur, pour violoncelle et orchestre Op. 33 (1909)
- Nocturne, pour violon et piano Op. 34
- Concerto nº 1 en si mineur, pour violon et orchestre Op. 35 (créé à Bournemouth en 1913)
- Ouverture-Fantaisie: Aglavaine and Selyette, d'après Maeterlinck Op. 36 (créée le 7 mars 1912)
- Lamento, pour violon et piano Op. 37 (1907)
- Symphonie en sol mineur Op. 39
- The water of Peneois, poème symphonique Op. 43
- Concerto nº 2 en ré mineur, pour violon et orchestre Op. 44
- Quintette pour piano et cordes en fa mineur Op. 45
- Concerto nº 3 en si mineur, pour violoncelle et orchestre Op. 46
- Trois morceaux pour piano Op. 47
- Trois nocturnes pour quatuor à cordes Op. 48
- Trois airs irlandais pour violoncelle et piano Op. 49
- Deux mélodies Op. 50
- Six morceaux pour violoncelle et piano Op. 51
- Chanson sans paroles pour violoncelle et piano Op. 52
- Concerto nº 2 en mi mineur, pour violoncelle et orchestre Op. 55
- Trois pièces pour violon et piano Op. 56
- Valse peu dansante pour violon et piano Op. 57
- Concerto nº 4 en sol mineur, pour violoncelle et orchestre Op. 59
- Concerto nº 5 en la mineur, pour violoncelle et orchestre Op. 68
- Concerto nº 6 en ut mineur, pour violoncelle et orchestre Op. 73
- Trio nº 2 in fa mineur
- Quatuor à cordes en fa majeur